# 贲德
贲德（1938年4月—），男，吉林九台人，中国雷达专家。曾任信息产业部电子14所副所长，14所科学技术协会主席。现任南京航空航天大学信息科学与技术学院院长,金陵科技学院双聘院士。

## 生平
1962年毕业于哈尔滨工业大学，获学士学位。

## 奖项和荣誉
1991年获国家科学技术进步一等奖。2001年当选为中国工程院院士。